# Buo
Buo is een bestuurslaag in het regentschap Tanah Datar van de provincie West-Sumatra, Indonesië. Buo telt 1677 inwoners (volkstelling 2010).